# Westafrika

Westafrika

Unter Westafrika versteht man im Allgemeinen den westlichen Teil des afrikanischen Kontinents, nordwärts bis etwa zur Zentralsahara, im Süden und Westen durch den Atlantischen Ozean begrenzt. Geographisch gesehen gehören zum Westteil Afrikas auch die nördlich der Sahara (und damit in Nordafrika) gelegenen Länder des Maghreb.

## Definition

Westafrika (mit/ohne Mauretanien und St. Helena, Ascension und Tristan da Cunha)

| Land                                       | Als Westafrika definiert laut… | Als Westafrika definiert laut… | Als Westafrika definiert laut… | Als Westafrika definiert laut… | Als Westafrika definiert laut… |
| ------------------------------------------ | ------------------------------ | ------------------------------ | ------------------------------ | ------------------------------ | ------------------------------ |
| Land                                       | UN (UN-Statistikkommission)    | UNHCR                          | UN/ECA                         | ECOWAS                         | WAFU                           |
| Benin                                      | x                              | x                              | x                              | x                              | x                              |
| Burkina Faso                               | x                              | x                              | x                              | x                              | x                              |
| Elfenbeinküste                             | x                              | x                              | x                              | x                              | x                              |
| Gambia                                     | x                              | x                              | x                              | x                              | x                              |
| Ghana                                      | x                              | x                              | x                              | x                              | x                              |
| Guinea                                     | x                              | x                              | x                              | x                              | x                              |
| Guinea-Bissau                              | x                              | x                              | x                              | x                              | x                              |
| Kap Verde                                  | x                              | x                              | x                              | x                              | x                              |
| Liberia                                    | x                              | x                              | x                              | x                              | x                              |
| Mali                                       | x                              | x                              | x                              | x                              | x                              |
| Mauretanien                                | x                              |                                |                                |                                | x                              |
| Niger                                      | x                              | x                              | x                              | x                              | x                              |
| Nigeria                                    | x                              | x                              | x                              | x                              | x                              |
| Senegal                                    | x                              | x                              | x                              | x                              | x                              |
| Sierra Leone                               | x                              | x                              | x                              | x                              | x                              |
| Togo                                       | x                              | x                              | x                              | x                              | x                              |
| St. Helena, Ascension und Tristan da Cunha | x                              |                                |                                |                                |                                |
| Länder Gesamt                              | 16 (+1)                        | 15                             | 15                             | 15                             | 16                             |

## Geographie
Die Großregion erstreckt sich über einen Großteil des Afrikanischen Kontinents, der Teile der Sahara im Norden einbezieht und im Süden von den Küstenregionen des Atlantiks bis zu dem Hochland von Adamaua und dem Kamerunberg erstreckt. Allgemein umfasst Westafrika den westlichen Teil der Großlandschaften des Sahel und des Sudans sowie die tropischen Regenwälder der Oberguineaschwelle. Das Klima der Großregion ist aufgrund ihrer Ausdehnung höchst unterschiedlich, während der Norden der Region ganzjährig im Einflussgebiet des trockenen Passat-Windes liegt, auch Harmattan genannt, steht der Süden der Region unter Einfluss des Westafrikanischen Monsunsystems und wird als tropisch-wechselfeuchtes Klima bezeichnet, mit regional unterschiedlich ausgeprägten Trocken- und Regenzeiten.
Höchste Erhebung Westafrikas westlich von Kamerun ist der Pico de Fogo auf den Kapverdischen Inseln mit 2829 m.
Die Vegetationsformen sind ebenfalls unterschiedlich. Während im Norden die Vegetationsformen der Sahara vorherrschend sind, dehnen sich im Bereich des Sahel die Trockensavannen der Südsahara-Gras-und-Strauchsavanne und der Sahel-Akazien-Savanne aus. Im Sudan herrschen die Feuchtsavannen der Westlichen Sudan-Savanne vor, und auf der Luvseite der Oberguineaschwelle existiert ein ausgedehnter Regenwald.

## Bevölkerung

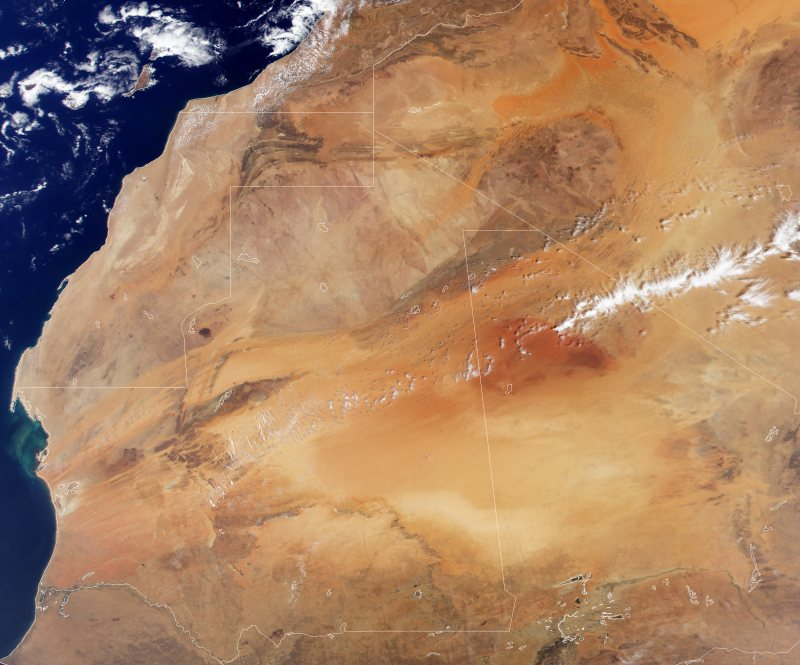
Der nördliche Teil Westafrikas im Satellitenbild

Im Übergangsbereich zur Sahara und in Mauretanien leben hellhäutige Berber (Tuareg) und Araber, südlich davon vor allem schwarzafrikanische Völker. Viele Westafrikaner sind Anhänger indigener Religionen; der Islam hat im Mittelalter an Einfluss gewonnen. Minderheiten von Christen leben als Folge europäischer Missionierung vor allem an der südlichen Küste. Es besteht eine Diaspora von Libanesen und Syrern, vor allem in den großen Städten. Die Fellowship of Christian Councils and Churches in West Africa besteht seit 1994.

## Geschichte
Vor der Ankunft der Europäer bestanden in Westafrika bedeutende Reiche wie Ghana, Mali und Songhai. Ab dem 15. Jahrhundert gründeten Briten, Brandenburger, Dänen, Franzosen, Niederländer, Portugiesen und Schweden Forts und Faktoreien entlang der Küste, vor allem um den lukrativen Sklavenhandel mit Nordamerika betreiben zu können.
Westafrika hatte lange Zeit den Ruf als „Grab des weißen Mannes“. Im 18. Jahrhundert starben 25 bis 75 % der neuankommenden Europäer innerhalb des ersten Jahres nach Ankunft an Tropenkrankheiten wie Malaria, Gelbfieber oder der Schlafkrankheit. Später waren es schätzungsweise immer noch gut 10 %. Die Ausbreitung dieser Krankheiten wurde durch die hohe Verbreitung von Malariamücken und Tsetsefliegen sehr begünstigt. Hinzu kamen die schlechten hygienischen Bedingungen während der Regenzeit, welche zusätzlich zur Amöbenruhr führen konnten.
Im späten 19. und frühen 20. Jahrhundert wurde die koloniale Aufteilung zementiert. In Westafrika lagen um 1900 die ausgedehnten Kolonialgebiete von Britisch-, Deutsch- und Französisch-Westafrika.
Um 1960 kam es zu einer Unabhängigkeitswelle, im Zuge derer zahlreiche westafrikanische Staaten souverän wurden.

## Politik
Westafrika ist geprägt von den Gegensätzen der frankophonen und anglophonen Staaten, auch als Folge unterschiedlicher Auffassungen von Kolonialisierung durch Franzosen und Briten. Die Bindungen der ehemaligen Kolonien an ihre Mutterländer sind zum Teil enger als zu den Nachbarländern. Die westafrikanische Staatengemeinschaft ECOWAS dient der Integration Westafrikas und bemüht sich in den zahlreichen Krisenregionen um Frieden (Sierra Leone, Liberia, Elfenbeinküste).

## Wirtschaft und Infrastruktur

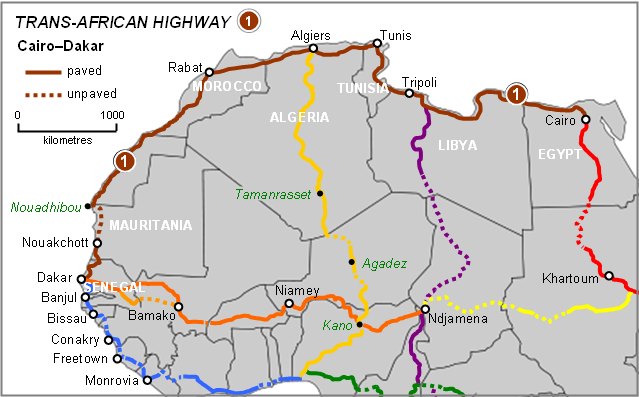
Trans-African Highways

Die Sahelstaaten gehören zu den ärmsten der Welt, Nigeria ist trotz Ölreichtums stark unterentwickelt. An den Küsten gibt es Monokulturen einer auf den Export ausgerichteten Landwirtschaft. Eine große Zahl Westafrikaner betreibt Subsistenzwirtschaft.
Das Straßennetz ist unzureichend ausgebaut. 
Das Fernstraßennetz Westafrikas ist beteiligt an folgenden transkontinentalen Straßenbauprojekten, den Trans-African Highways
- dem Kairo-Dakar-Highway und dem Dakar-Lagos-Highway entlang der Küste
- dem Dakar-N’Djamena-Highway durch die Sahelzone
- dem Trans-Sahara-Highway von Algier nach Lagos
- dem Tripolis-Windhoek-(Kapstadt)-Highway durch Tschad und Kamerun

Bedeutende Häfen sind Abidjan, Accra, Conakry, Dakar, Freetown (Hafen Freetown), Lagos und Lomé.
Eisenbahnen existieren unter anderem als Transportmöglichkeit einiger Binnenstaaten zur Küste infolge kolonialer Wirtschaftspolitik. Nigeria baut seit 2009 sein Schienennetz (1.067-mm-Kapspur und 1.435-mm-Normalspur) aus. Die Nigerian Railway Corporation verzeichnete im ersten Halbjahr 2021 Rekordeinkünfte in Höhe von 2,12 Milliarden Naira (ca. 4,664 Mio. Euro), eine Steigerung von 31 % zum Vergleichszeitraum 2019.

## Kultur
In Westafrika werden über die Hälfte der afrikanischen Sprachen gesprochen. Es dominieren die nigerkordofanische und die afroasiatische Sprachgruppe. Bedeutend für die traditionelle Kultur der Savannen- und Regenwaldvölker sind die mündliche Überlieferung des Wissens durch Griots sowie der Gebrauch von Masken und Tänzen zu zeremoniellen Anlässen.